# Уряд Федеративних Штатів Мікронезії
Уряд Федеративних Штатів Мікронезії — вищий орган виконавчої влади Федеративних Штатів Мікронезії.

## Голова уряду
- Президент — Пітер Мартін Крістіан (англ. Peter Martin Christian).
- Віце-президент — Йосіво Джордж (англ. Yosiwo P. George).

## Кабінет міністрів
Склад чинного уряду подано станом на 25 серпня 2015 року.
| Логотип | Міністерство                                            | Міністр                               | Фото | Час на посаді | Час на посаді | Партія | Партія | Вебсайт |
| ------- | ------------------------------------------------------- | ------------------------------------- | ---- | ------------- | ------------- | ------ | ------ | ------- |
|         | Секретаріат освіти                                      | Келвін Кіфас (Kalwin Kephas)          |      |               |               |        |        |         |
|         | Секретаріат фінансів і управління                       | Сіхна Лоуренс (Sihna Lawrence)        |      |               |               |        |        |         |
|         | Секретаріат закордонних справ                           | Лорін Роберт (Lorin S. Robert)        |      |               |               |        |        |         |
|         | Секретаріат охорони здоров'я і соціального забезпечення | Арті Нана (Arthy Nena)                |      |               |               |        |        |         |
|         | Секретаріат юстиції                                     | Джозес Галлен (Joses R. Gallen)       |      |               |               |        |        |         |
|         | Секретаріат ресурсів і розвитку                         | Маріон Генрі (Marion Henry)           |      |               |               |        |        |         |
|         | Секретаріат перевезень, зв'язку та інфраструктури       | Лакнер Вейльбахер (Lukner Weilbacher) |      |               |               |        |        |         |